# Анастасий III
Анаста́сий III (лат. Anastasius PP. III; ? — июнь 913, Рим) — Папа Римский с 14 апреля 911 года по июнь 913 года. Второй папа периода порнократии.

## Биография
Анастасий родился и жил в Риме. Сын Лукиана, хотя некоторые историки считают его сыном папы Сергия III.
О нём почти ничего не известно. Лоббировал интересы семейства графа Теофилакта I Тускулумского. Вместе с тем, придворные поэты восхваляли Анастасия ІІІ за милосердие. Хронист Флодоард (893—966) хвалил его за мягкость, возможно, это признак того, что он был послушным инструментом в руках жены Теофилакта І, Феодоры I Старшей — матери Марозии и Феодоры ІІ Младшей. Ему приписываются два послания, однако доказательств их подлинности нет.
По просьбе короля Италии Беренгара I (888—924) Анастасий ІІІ возложил епископский паллий на епископа Верчелли Рагимберта и дал привилегии епископу Павии. Павия и Верчелли были важными владениями Беренгара І, и это говорит о том, что король и папа старались сохранить хорошие отношения.
Анастасий возобновил общение с Константинопольской церковью, поддержав константинопольского патриарха Николая Мистика против византийского императора Льва VI. В 912 году Анастасий III получил письмо от Николая Мистика, восстановленного в должности патриарха Константинопольского (912—925). В этом письме Николай выразил сожаление по поводу одобрения папой Сергием III четвёртого брака императора Льва VI и потребовал возмещения ущерба. Мы не знаем, что ответил Анастасий III, но ответ должен был быть отрицательным, поскольку патриарх вычеркнул имя папы из диптихов, что вызвало глубокий раскол между Римом и Константинополем.